# 中野 (海老名市)
中野（なかの）は、神奈川県海老名市の地名。現行行政地名は中野一丁目から中野三丁目および住居表示未実施の大字中野からなる。

## 地理
市内南西部の相模川左岸に位置する。一帯は相模平野のほぼ中央部である。地内西部は住宅や工場が立ち並ぶが、東部には水田が広がる。
北で社家、北東で中河内、東で本郷、南で門沢橋、相模川をはさんで西で厚木市酒井、北西で厚木市岡田とそれぞれ隣接する（特記ないものは海老名市）。西から東にかけて一丁目 - 三丁目が存在し、西端および南側のごく一部に住居表示未実施地域がある。

### 面積
面積は以下の通りである。
| 大字・丁目 | 面積（km2） |
| ---------- | ----------- |
| 中野       | 0.27        |
| 中野一丁目 | 0.17        |
| 中野二丁目 | 0.14        |
| 中野三丁目 | 0.37        |
| 計         | 0.95        |

### 河川
- 相模川
- 永池川 - 三丁目の南東端を流れ、門沢橋との境界線の一部をなす。

## 歴史

### 地名の由来
かつての海老名郷と渋谷下郷の中間に位置していたことに由来すると推測されている。

### 沿革
- 江戸時代 - 高座郡中野村成立。
- 幕末 - 中野村、下野国烏山藩領と旗本による知行地に分かれている。
- 1868年（明治元年） - 中野村旗本知行地、神奈川府を経て神奈川県に所属。
- 1871年（明治4年） - 中野村烏山藩領、烏山県を経て神奈川県に所属。
- 1889年（明治22年）4月1日 - 町村制施行により高座郡有馬村大字中野となる。地内に有馬村役場が設置されるが後に中河内に移転。
- 1955年（昭和30年）7月20日 - 有馬村が海老名町と合併し、海老名町の大字となる。
- 1971年（昭和46年）11月1日 - 海老名町が市制施行し、海老名市となる。
- 2011年（平成23年）8月15日 - 西部を除き住居表示実施。中野一丁目 - 三丁目成立[5]。
- 2021年（令和3年）8月30日 - 住居表示未実施地域の一部 0.02 km2（神奈川県立有馬高等学校の敷地）を社家五丁目に編入[6]。

### 町名の変遷
| 実施後     | 実施年月日    | 実施前   |
| ---------- | ------------- | -------- |
| 中野一丁目 | 2011年8月15日 | 大字中野 |
| 中野二丁目 | 2011年8月15日 | 大字中野 |
| 中野三丁目 | 2011年8月15日 | 大字中野 |

## 世帯数と人口
2023年（令和5年）1月1日現在（海老名市発表）の世帯数と人口は以下の通りである。大字中野の人口は不明なため、省略とする。
| 丁目       | 世帯数    | 人口    |
| ---------- | --------- | ------- |
| 中野一丁目 | 711世帯   | 1,709人 |
| 中野二丁目 | 458世帯   | 1,043人 |
| 中野三丁目 | 123世帯   | 282人   |
| 計         | 1,292世帯 | 3,034人 |

### 人口の変遷
国勢調査による人口の推移。
| 年                 | 人口  |
| ------------------ | ----- |
| 1995年（平成7年）  | 2,599 |
| 2000年（平成12年） | 2,663 |
| 2005年（平成17年） | 2,448 |
| 2010年（平成22年） | 2,849 |
| 2015年（平成27年） | 2,976 |
| 2020年（令和2年）  | 3,037 |

### 世帯数の変遷
国勢調査による世帯数の推移。
| 年                 | 世帯数 |
| ------------------ | ------ |
| 1995年（平成7年）  | 853    |
| 2000年（平成12年） | 920    |
| 2005年（平成17年） | 877    |
| 2010年（平成22年） | 1,099  |
| 2015年（平成27年） | 1,136  |
| 2020年（令和2年）  | 1,258  |

## 学区
市立小・中学校に通う場合、学区は以下の通りとなる（2022年12月時点）。
| 大字・丁目 | 番地 | 小学校                 | 中学校               |
| ---------- | ---- | ---------------------- | -------------------- |
| 中野       | 全域 | 海老名市立門沢橋小学校 | 海老名市立有馬中学校 |
| 中野一丁目 | 全域 | 海老名市立門沢橋小学校 | 海老名市立有馬中学校 |
| 中野二丁目 | 全域 | 海老名市立門沢橋小学校 | 海老名市立有馬中学校 |
| 中野三丁目 | 全域 | 海老名市立門沢橋小学校 | 海老名市立有馬中学校 |

## 事業所
2021年（令和3年）現在の経済センサス調査による事業所数と従業員数は以下の通りである。
| 大字・丁目       | 事業所数  | 従業員数 |
| ---------------- | --------- | -------- |
| 中野・中野一丁目 | 51事業所  | 285人    |
| 中野二丁目       | 43事業所  | 351人    |
| 中野三丁目       | 23事業所  | 1,228人  |
| 計               | 117事業所 | 1,864人  |

### 事業者数の変遷
経済センサスによる事業所数の推移。
| 年                 | 事業者数 |
| ------------------ | -------- |
| 2016年（平成28年） | 105      |
| 2021年（令和3年）  | 117      |

### 従業員数の変遷
経済センサスによる従業員数の推移。
| 年                 | 従業員数 |
| ------------------ | -------- |
| 2016年（平成28年） | 974      |
| 2021年（令和3年）  | 1,864    |

## 交通
地内を通るバス路線はない。

### 鉄道
地内をJR相模線が通過するが、駅はない。最寄駅は社家駅および門沢橋駅。

### 道路
高速道路
- 首都圏中央連絡自動車道（圏央道、さがみ縦貫道路） - 施設なし（海老名南JCT - 海老名JCT間）。一丁目と住居表示未実施地域の境界をなす。

主要地方道
- 神奈川県道46号相模原茅ヶ崎線 - 三丁目を南北に走る。地内では相模線に並走する旧道と、東寄りを走る新道の2経路に分かれている。

## 施設
中野（住居表示未実施）
- 中野多目的広場

中野一丁目
- 中野公園 - 2013年12月1日開園[16]。
- 盛福寺
- 妙泉寺
- 中野自治会館
- 共伸海老名組立工場

中野二丁目
- 旭段ボール厚木工場
- 信行寺

中野三丁目
- 神奈川西郵便局
- 片葉天神社

## その他

### 日本郵便
- 郵便番号 : 243-0425[3]（集配局 : 綾瀬郵便局[17]）。